# 古沢みづき
古沢 みづき（ふるさわ みづき　1965年4月3日 - ）は、1980年代に活躍した日本の元タレント、歌手。所属していた事務所は、S.G.O.を経てトミーズアーティストカンパニー。本名、高橋 延江（たかはし のぶえ）。

## 来歴・人物
神奈川県小田原市に生まれる。
神奈川県立小田原城内高等学校卒業。在学中からすでにモデルとしてティーンエイジャー向けの雑誌の仕事や、ヤクルト・ミルミルのCM出演などの活動をしていた。高校卒業後のある日、美容室で順番待ちをしていた時に表を通りかかった、ヒラタオフィスのマネージャー・小林謙治に歌手としてスカウトされる。1984年10月2日に伊勢正三が作詞・作曲を手掛けたシングル『涙のパーティー』でレコードデビュー。
1984年11月から土曜深夜のラジオ番組『明石家さんまのラジオが来たゾ!東京めぐりブンブン大放送』（ニッポン放送）に2代目アシスタントとしてレギュラー出演。同番組には1988年3月26日の最終回まで出演。明石家さんまと放送作家の大倉利晴との3人の掛け合いの楽しいトーク番組であったが、ある回の放送では求められたノリツッコミを出来なかったことでさんまから責め立てられ、その後彼女の鼻をすする音だけをマイクが拾うこともあった。その他、天然エピソードも番組内外で多数あり、明るい声と天然の素直な性格から、番組リスナーにファンも多かった。
番組内では平然と本名を明かし父親の名前も言ってしまっていたところから、自宅の電話番号をファンに調べられ(当時は104番号案内で電話番号を簡単に調べる事が出来た)、ファンと長電話をし小田原駅で会うデートの約束もしたがスッポかされた事を明かしている。
1986年当時には『笑っていいとも!』月曜日にも一時レギュラー出演していた。
『ブンブン大放送』終了後の1988年6月1日、初の写真集『HANG LOOSE』を出版。他、スタイルとビジュアルの良さから、いくつかのグラビアにも登場している。
また、この写真集の宣伝も兼ねて、当時のフジテレビの深夜番組「オールナイトフジ」に出演し、カメラマン清水清太郎にゾッコンである様子を語っていた。
以降、目立った活動は無く、フェードアウト的に引退をした模様。80年代後半を代表する、知る人ぞ知るアイドルであった。
特技・趣味はピアノ、ギター、絵画（イラスト）、バレーボール、卓球、陸上（ハードル）、おもちゃ集め、作詩。作詩は周りに勧められて始めたということで、古沢作の詩の中の一篇をデビューシングルの作詞・作曲を手掛けた伊勢正三が読んでこれにほれ込み、これに曲を付けたのがデビューシングルのB面曲『PINEAPPLE GIRL』である。このようなことから、伊勢や南こうせつらから、妹のようにかわいがられたこともあった。
また、尊敬する人物は釈迦で、会いたい人は仙人だとも話していたことがある。

## ディスコグラフィー

### シングル
| 発売日        | レーベル    | 面 | タイトル         | 作詞       | 作曲       | 編曲       | レコード番号 |
| ------------- | ----------- | -- | ---------------- | ---------- | ---------- | ---------- | ------------ |
| 1984年10月2日 | RCAレコード | A  | 涙のパーティー   | 伊勢正三   | 伊勢正三   | 馬飼野康二 | RHS-174      |
| 1984年10月2日 | RCAレコード | B  | PINEAPPLE GIRL   | 古沢みづき | 伊勢正三   | 馬飼野康二 | RHS-174      |
| 1985年5月21日 | RCAレコード | A  | フォーリン・ラブ | 古沢みづき | 亀井登志夫 | 戸塚修     | RHS-197      |
| 1985年5月21日 | RCAレコード | B  | アドレス         | 古沢みづき | 亀井登志夫 | 戸塚修     | RHS-197      |

### その他
- アイドル・ミラクルバイブルシリーズ　85～87 Girls　古沢みづき・中沢初絵・山口かおり・秋山絵美（2010年11月17日）

## 出演

### テレビドラマ
- 『名門私立女子高校』（日本テレビ）[9]
- 『心はロンリー気持ちは「…」IV』（フジテレビ、1986年9月25日）
- 『ママはアイドル』（TBS）- 菊池桃子[10] 役

### テレビ（バラエティ番組）
- 『笑っていいとも!』（フジテレビ、1986年）- 月曜日レギュラー

### ラジオ
- 『明石家さんまのラジオが来たゾ!東京めぐりブンブン大放送』（ニッポン放送）- 2代目アシスタント[2]

## 写真集
- 清水清太郎『Hang loose』（初版）ワニブックス、1988年6月1日。ISBN 9784847020841。